# 요기

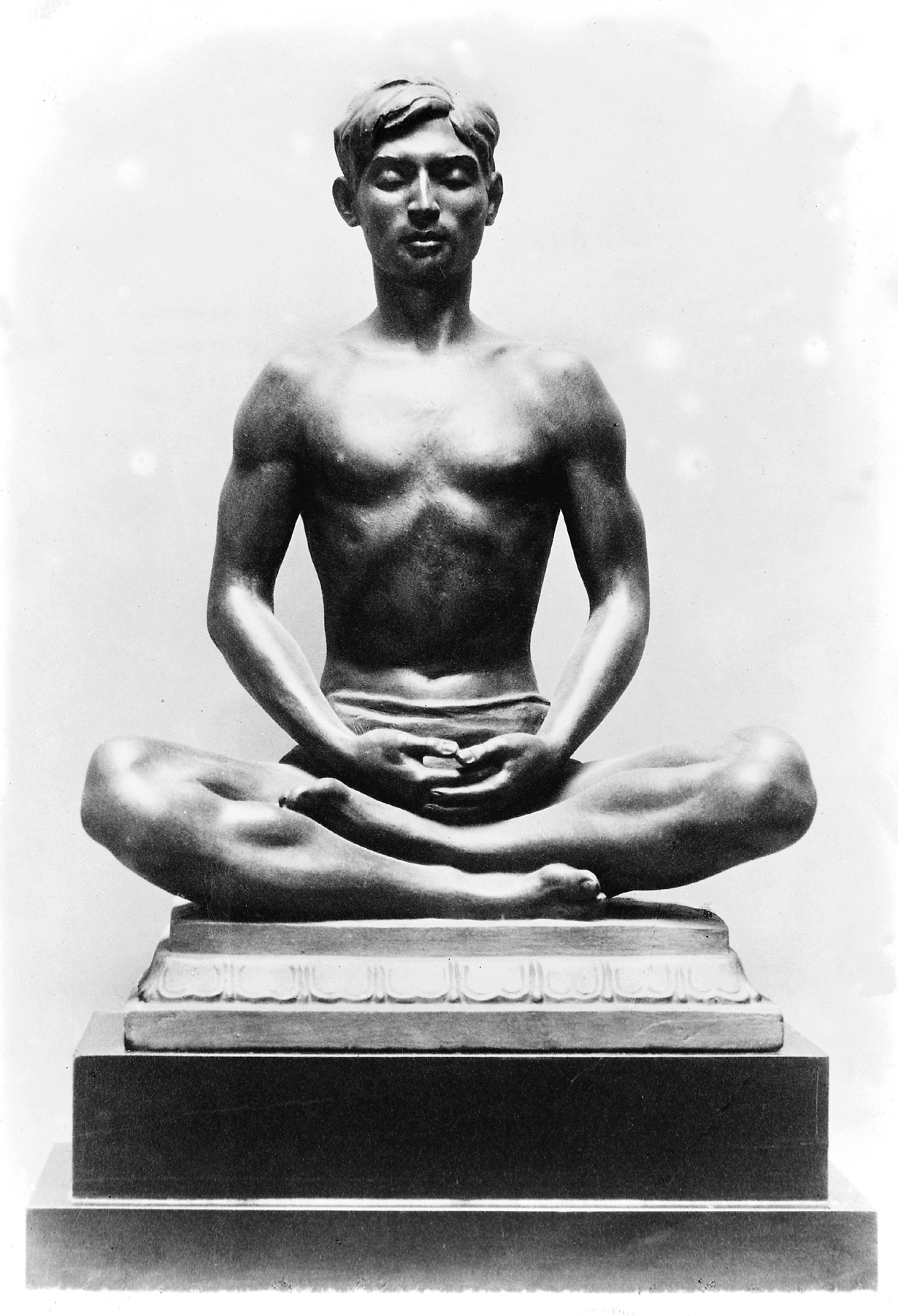
말비나 호프만이 그린 디야나의 요기 청동상

요기(산스크리트어: योगी)는 인도 종교에서 산야신 또는 명상 수행자를 포함하는 요가 수행자이다. 여성형은 요기니이다.
요기는 12세기 이후 힌두교의 나트 싯다 전통과 힌두교, 불교, 자이나교에서 탄트라를 수행하는 사람을 가리켰다. 힌두 신화에서 시바 신과 파르바티 여신은 상징적인 요기-요기니 쌍으로 묘사된다.

## 같이 보기
- 리쉬